# Tephritis pura
Tephritis pura
 es una especie de insecto díptero que Friedrich Hermann Loew describió científicamente por primera vez en el año 1873. Pertenece al género Tephritis de la familia Tephritidae.
Mide: alas 4.6 mm, cuerpo de la hembra 5.0 mm, cuerpo del macho 4.5 mm. Se distribuye en Canadá y norte de Estados Unidos, hasta Carolina del Norte y Tennessee. Se alimenta de Solidago gigantea (primario) y Solidago canadensis (secundario) (Asteraceae).